# Vermiliopsis minuta
Vermiliopsis minuta är en ringmaskart som beskrevs av Ian Rothwell Straughan 1967. Vermiliopsis minuta ingår i släktet Vermiliopsis och familjen Serpulidae. Inga underarter finns listade i Catalogue of Life.